# Arrondissement Mauriac
Arrondissement Mauriac (fr. Arrondissement de Mauriac) je správní územní jednotka ležící v departementu Cantal a regionu Auvergne ve Francii. Člení se dále na šest kantonů a 55 obcí.

## Kantony
- Champs-sur-Tarentaine-Marchal
- Mauriac
- Pleaux
- Riom-ès-Montagnes
- Saignes
- Salers